# Словообразовательная категория
Словообразова́тельная катего́рия — одна из комплексных единиц структуры системы словообразования. Включает схемы построения слов разных словообразовательных типов, объединённые общностью словообразовательного значения и различающиеся словообразовательными формантами. Например, словообразовательная категория со значением «субъекта, названного по месту, названному производящим словом» включает слова москв-ич, владимир-ец, тамбов-чан-ин, одесс-ит и т. п., а словообразовательная категория со значением «обладающий свойством, характерным для объекта, названного производящим словом» включает слова труб-чат-ый, золот-ой, серебр-ист-ый, сирот-лив-ый и т. п. И в том, и другом случае в категории представлены слова разных словообразовательных типов с присущими для них специфическими формантами, в качестве которых в указанных случаях выступают разные суффиксы. Например, слово москвич входит в один словообразовательный тип со словами вятич, томич, омич, костромич; слово владимирец входит в один словообразовательный тип со словами астраханец, белградец, екатеринбуржец, пхеньянец, ставрополец; слово тамбовчанин входит в один словообразовательный тип со словами минчанин, мурманчанин, харьковчанин; слово трубчатый входит в один словообразовательный тип со словами сетчатый, игольчатый и т. п. Таким образом категория представляет собой совокупность словообразовательных типов с общим значением и разным формальным выражением. В сравнении с типом словообразовательная категория выступает как структура более абстрактного плана и более сложного строения.
Понятие «словообразовательная категория» как единица структуры словообразовательной системы используется в работах М. Докулила, И. С. Улуханова и других языковедов.
Помимо термина «словообразовательная категория» в словообразовании/дериватологии используются также такие понятия, как «деривационная категория» и «деривационная субкатегория». Деривационная категория объединяет деривационные типы с общим для них деривационным значением («совокупность дериватов разных типов и способов словообразования, объединённых частеречной соотнесённостью, содержащих общий деривационный семантический компонент, выраженный в форманте»). Деривационная категория как более общее понятие включает словообразовательную категорию в свой состав как одну из частных категорий. Деривационная субкатегория определяется как разновидность деривационной категории, объединяющая совокупность дериватов с частным деривационным значением. Кроме этого, некоторые авторы используют в своих работах такие термины, как «гиперкатегория», «суперкатегория», «словообразовательная подкатегория».